# Kleingebiet Dunakeszi
Das Kleingebiet Dunakeszi (ungarisch Dunakeszi kistérség) war bis Ende 2012 eine ungarische Verwaltungseinheit (LAU 1) innerhalb des Komitats Pest in Mittelungarn. Im Südwesten grenzte es an die ungarische Hauptstadt Budapest. Bei der Verwaltungsreform Anfang 2013 gelangten die drei Städte Dunakeszi, Fót und Göd in den nachfolgenden Kreis Dunakeszi (ungarisch Dunakeszi jàrás), während die Großgemeinde Mogyoród dem Kreis Gödöllő (ungarisch Gödöllői járás) zugeteilt wurde.
Ende 2012 lebten auf einer Fläche von 125,18 km² 83.586 Einwohner. Die Bevölkerungsdichte war mit 668 Einwohnern/km² die zweithöchste im Komitat.
Der Verwaltungssitz befand sich in der Stadt Dunakeszi (40.441 Ew.). Fót (18.927 Ew.) und Göd (17.843 Ew.) waren ebenfalls Städte.

## Ortschaften
| Dunakeszi | Fót | Göd | Mogyoród |